# CC-Link
CC-Link是一個開放式架構的工業現場總線協定，允許不同廠商的設備依此協定進行通訊。主要用在製造產業中的機器控制或程序控制中，也使用在設備管理及智能建築系統中。
CC-Link是Control & Communication Link的簡稱，目前有CC-Link、CC-Link/LT、CC-Link V2.0、CC-Link Safety等4種專用的通訊協定。也有對應工業乙太網的版本CC-Link IE。

## 歷史及演進
在1996年11月以三菱電機為主導的幾家公司推出了CC-Link，是開放式架構的現場總線協定。在2000年三菱電機釋出了通訊協定的規範，因此CC-Link成為開放式的現場總線協定，同年也成立非盈利組織CLPA（CC-Link Partner Association）管理及監督CC-Link的網路技術並且提供技術協助。
CC-Link相容的產品包括工業電腦、可程式控制器、機械人、伺服驅動器、變頻器、液壓閥、類比或數位輸入輸出模組、溫度控制器及流量控制器等。2009年8月時，CLPA的成員已超過1000個，和CC-Link相容的產品也已超過1000種。2010年12月時，CC-Link網路上的設備已經超過7百萬個。

## 特點
CC-Link已通過國際標準化組織（ISO）、國際半導體和材料（SEMI）、中華人民共和國國家標準（GBT）、和國際電工委員會（IEC）等安全標準。
CC-Link採用廣播輪詢的方式通訊，主站依照各從站的編號輪詢各從站，從站再回應，不會有通訊衝突的問題。
CC-Link具有獨特的RAS功能（可靠性、可用性和可維護性），如從站通訊異常時，可自動切掉該從站的通訊而不影響其他從站的工作，從站恢復正常時也可自動恢復從站通訊功能，不需額外的組態設定。在系統組態時也可以針對未來可能用到的設備進行站預約功能，當設備連上網路時，CC-Link可自動識別，不需重新進行組態。
CC-Link的資料元件分為以下四種：
- 遠程輸入（RX）：是從從站輸入給主站的位元訊號，整個CC-Link網路中最多可以有2048點的RX，一個CC-Link的站最多可以有32點的RX。
- 遠程輸出（RY）：是從主站輸出給從站的位元訊號，整個CC-Link網路中最多可以有2048點的RY，一個CC-Link的站最多可以有32點的RY。
- 遠程暫存器輸出（RWw）：是從主站輸出給從站的字元組（16個位元）訊號，整個CC-Link網路中最多可以有256點的RWw，一個CC-Link的站最多可以有4點的RWw。
- 遠程暫存器輸入（RWr）：是從從站輸入給主站的字元組（16個位元）訊號，整個CC-Link網路中最多可以有256點的RWr，一個CC-Link的站最多可以有4點的RWr。

每個站所允許的資料數量都有其上限，一個設備一般會定義成一個站，但若有需要時，也可以定義為二個、三個或四個站，一個設備的資料數量最多可以是如上述限制值的四倍。
以下是幾種CC-Link協定的特點：
CC-Link：
- 網路傳輸速度10 Mbit/s。
- 實體層採用RS-485，無中繼器時網路長度可到1.2公里，若有中繼器時網路長度可到13.2公里。
- 每個網路可以有64個設備。
- 更新65個輸入/輸出資料的時間只需3.9微秒（更新時間和網路長度有關）。
- 主站/從站（Master/Slave）的網路架構，但允許浮動主站（Floating Master）及設備熱插拔（hot swap）。

CC-Link LT：
- 網路傳輸速度2.5 Mbit/s。
- 網路主幹長度最大500公尺，網路允許有分支，網路下接长度（drop length）可到200公尺。
- 每個網路可以有64個設備。
- 更新65個輸入/輸出資料的時間只需1.2微秒（更新時間和網路長度有關）。

CC-Link IE
- 雙冗餘的光纖乙太網網路，傳輸速度1Gbit/s。
- 每個網路可以有120個設備。
- 若使用多模光纖，設備間網路線長可達550公尺，網路總長達6600公尺。[8]

## 資料傳輸

### 主站頁框傳輸模式
標準主站頁框（最大長度930位元組）
| F | F | F | A 1 | A 2 | ST1 | ST2 | 資料（最多918位元組） | CRC | F | F | F |

主站傳輸（有暫態訊息的最大長度）
| F | F | F | A 1 | A 2 | ST1 | ST2 | RY （最多256位元組） | RWw （最多512位元組） | 訊息 （最多150位元組） | CRC | F | F | F |

主站傳輸（沒有暫態訊息的最大長度）
| F | F | F | A 1 | A 2 | ST1 | ST2 | RY （最多256位元組） | RWw （最多512位元組） | CRC | F | F | F |

### 從站頁框傳輸模式
標準從站頁框
從站傳輸（有暫態訊息的最大長度）
| F | F | F | A 1 | A 2 | ST 1 | ST2 | RX （最多16位元組） | RWr （最多32位元組） | 訊息 (MAX 34 bytes) | CRC | F | F | F |

從站傳輸（沒有暫態訊息的最大長度）
| F | F | F | A 1 | A 2 | ST 1 | ST2 | RX （最多16位元組） | RWr （最多32位元組） | CRC | F | F | F |

## 相容性測試
CC-Link的相容性測試是由CLPA所執行。相容性測試不是強制性的測試，不過藉由CC-Link的相容性測試可以確保不同設備商所提供的CC-Link設備符合嚴格的CC-Link技術規範，包括電磁相容性及反應時間。
CLPA在美國、中國、日本、南韓及德國都有相容性測試測試實驗室，設備商可委託其中一個實驗室進行相容性測試。

## 外部連結
- （日語）日本CC-Link協會（页面存档备份，存于）
- （繁體中文）台灣CC-Link協會（页面存档备份，存于）
- （简体中文）中國CC-Link協會
- （英文）CLPA Europe
- （英文）SEMI E54.12-0701E (Reapproved 1106) - Specification for Sensor/Actuator Network Communications for CC-Link（页面存档备份，存于）